# 8414 Atsuko
8414 Atsuko (1996 TW10) là một tiểu hành tinh vành đai chính được phát hiện ngày 9 tháng 10 năm 1996 bởi S. Ueda và H. Kaneda ở Kushiro.